# Hiram Keller
Hiram Keller (eigentlich Hiram Keller Undercofler jr.; * 3. Mai 1944 in Moody Field, Georgia; † 20. Januar 1997 in Atlanta) war ein US-amerikanischer Bühnen- und Filmschauspieler.

## Broadway
Keller absolvierte seine Schauspielausbildung an Lee Strasbergs renommierten Actors Studio in New York. Bereits sein erstes Bühnenengagement führte ihn an den Broadway. Hier spielte er ab 1967 den Wolf in der Original-Besetzung von Galt MacDermots, Gerome Ragnis und James Rados Musical Hair. Daneben arbeitete Keller als Model und agierte in der New Yorker Underground-Szene um Andy Warhol.

## Film
Zwei Jahre später gab Keller in Fellinis Satyricon sein Spielfilmdebüt. Der italienische Star-Regisseur Federico Fellini engagierte ihn für die zweite Hauptrolle in seiner düster anmutenden Adaption des Roman-Fragments Satyrica von Petronius, da sein Wunschkandidat für die Rolle, Pierre Clémenti, nicht mehr zur Verfügung stand. Durch den Part des Ascylt wurde Keller international bekannt.
Der Drehbuchautor und langjährige Fellini-Mitarbeiter Bernardino Zapponi schrieb über Kellers Darstellung:
...verfügt über ein äußerst fotogenes Grinsen und ist voll guten Wissens, sich so verworfen zu geben, wie es seine Rolle nur verlangt.(Bernardino Zapponi: Mein Freund Fellini, München 1997, S. 61.)
Nach diesem Erfolg erhielt Keller mehrere größere Rollen in vorwiegend italienischen Produktionen. Er spielte neben Giancarlo Giannini in Alberto Lattuadas Komödie Sono stato io!, die männliche Hauptrolle neben Jane Birkin in Anthony M. Dawsons Horrorfilm Sieben Tote in den Augen der Katze, die Hauptrolle im Science-Fiction-Thriller Das Geheimnis des Lebens (mit Klaus Kinski), Catherine Breillats Drama Ein Mädchen und im Historienfilm Roma rivuole Cesare!. 1970 verkörperte er zudem in einer italienisch-französisch-deutsch-bulgarischen Co-Produktion von Jules Vernes Der Kurier des Zaren den Verräter und Gegenspieler des Titelhelden (John Phillip Law), Iwan Ogareff.
1982 spielte er neben seiner Ehefrau Kristina St. Clair in der jamaikanischen Kinoproduktion Countryman – Verschollen im Dschungel. Aufgrund des kommerziellen Misserfolgs dieses Dramas zog sich Hiram Keller aus seinem Beruf zurück. Die letzten Lebensjahre verbrachte er mit seiner Familie in seiner Heimat Georgia. Dort starb er im Januar 1997 an Krebs.

## Filmografie (Auswahl)
- 1969: Fellinis Satyricon (Fellini – Satyricon)
- 1970: La notte dei fiori
- 1970: Der Kurier des Zaren (Strogoff)
- 1973: Sono stato io!
- 1973: Sieben Tote in den Augen der Katze (Morte negli occhi del gatto)
- 1974: Roma rivuole Cesare
- 1974: Das Geheimnis des Lebens (Lifespan)
- 1976: Ein Mädchen (Une vraie jeune fille)
- 1982: Countryman – Verschollen im Dschungel (Countryman)